# James Schamus

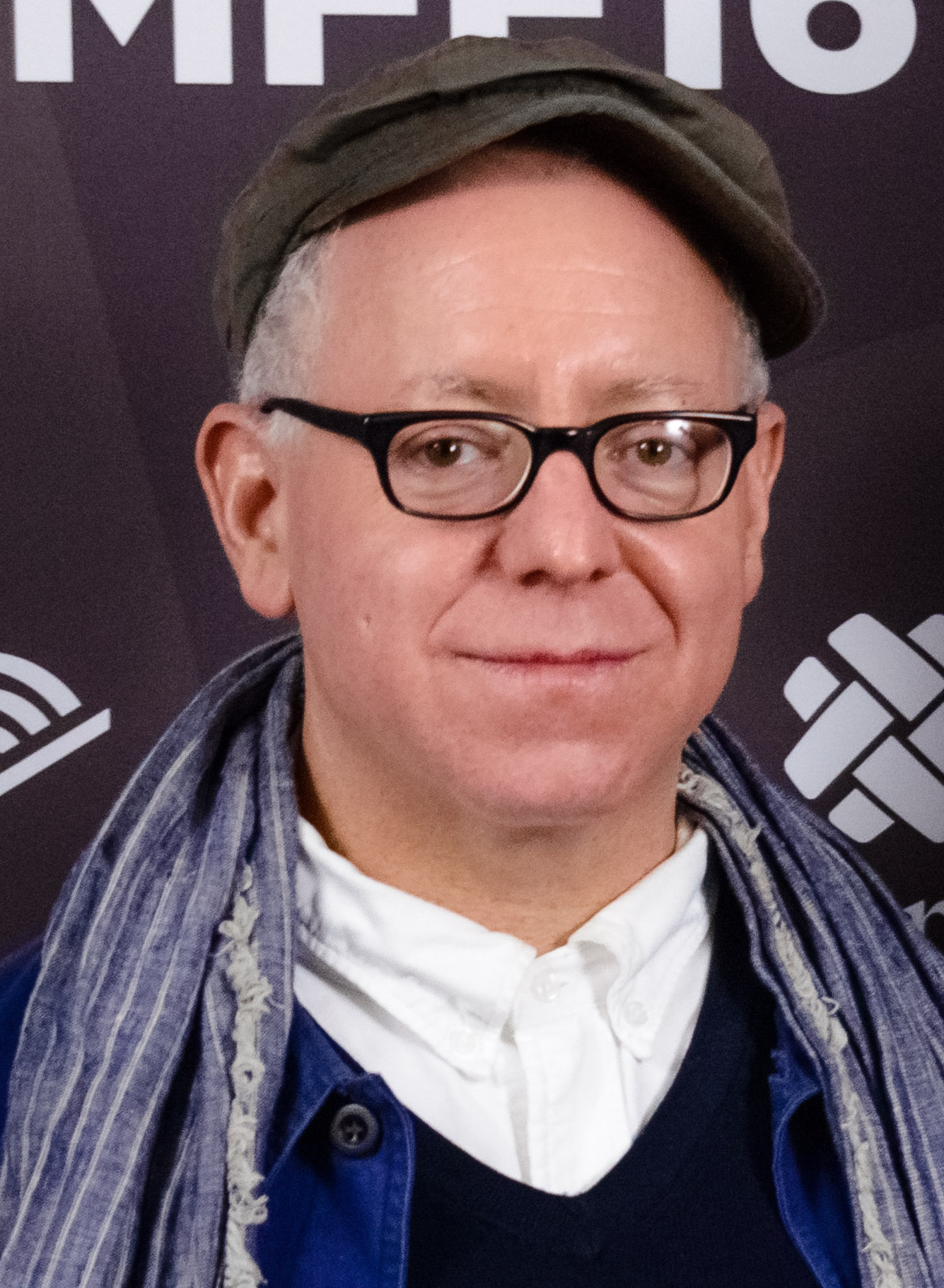
Schamus em 2016

James Allan Schamus (Detroit, 7 de setembro de 1959) é um roteirista, produtor, executivo de negócios, historiador de cinema, professor e diretor americano. Ele é um colaborador frequente de Ang Lee, o cofundador da produtora Good Machine, e o cofundador e ex-CEO da empresa de produção cinematográfica, de financiamento e distribuição mundial de filmes Focus Features, uma subsidiária da NBCUniversal. Ele é atualmente presidente da produtora Symbolic Exchange, sediada em Nova York,  e é professor de prática na Universidade de Columbia, onde leciona história e teoria do cinema desde 1989.